# 迈赫尔通讯社
迈赫尔通讯社（Mehr News Agency，MNA）是总部位於伊朗德黑兰的一家通讯社，由伊斯兰思想传播组织（ Islamic Ideology Dissemination Organization，IIDO）所拥有。迈赫尔通讯社成立于2003年6月22日，是伊朗伊斯兰共和国最多语种的通讯社，該通訊社用六种语言播報新闻。